# 1988年カルガリーオリンピックのオランダ選手団
1988年カルガリーオリンピックのオランダ選手団（1988ねんカルガリーオリンピックのオランダせんしゅだん）は、1988年2月13日から2月28日までカナダのカルガリーで開催された1988年カルガリーオリンピックのオランダ選手団、およびその競技結果。

## 概要
今大会では金メダル3個、銀メダル2個、銅メダル2個の計7個のメダルを獲得した。オランダ勢がメダルを獲得したのは1980年レークプラシッドオリンピック以来2大会ぶり。
スピードスケートではイヴォンヌ・ファン・ヘニップが女子1500m、3000m、5000mで金メダルを獲得し3冠を達成した。

## メダル
| メダル | 選手名                       | 競技             | 種目       |
| ------ | ---------------------------- | ---------------- | ---------- |
| 金     | イヴォンヌ・ファン・ヘニップ | スピードスケート | 女子1500m  |
| 金     | イヴォンヌ・ファン・ヘニップ | スピードスケート | 女子3000m  |
| 金     | イヴォンヌ・ファン・ヘニップ | スピードスケート | 女子5000m  |
| 銀     | ヤン・イケマ                 | スピードスケート | 男子500m   |
| 銀     | レオ・フィセル               | スピードスケート | 男子5000m  |
| 銅     | ヘラルト・ケムケルス         | スピードスケート | 男子5000m  |
| 銅     | レオ・フィセル               | スピードスケート | 男子10000m |